# Otto Svensson (redaktör)
Otto Svensson, född 24 maj 1879 i Växjö, död 21 juni 1963 i Vittaryds församling, Kronobergs län, var en svensk tidningsman.
Svensson, som var son till förre hemmansägaren, snickarmästare Karl Johan Svensson och Kajsa Svensson, avlade folkskollärarexamen i Växjö 1901. Han var bokhållare i Växjö 1894–1897, folkskollärare i Strängnäs, Uddevalla, Skövde och Karlskrona 1902–1905, redaktionssekreterare i Malmö-Tidningen 1905–1906, redaktör och utgivare av samma tidning 1906–1907, medarbetare i Svenska Telegrambyråns Malmöredaktion 1907 och del av 1909, medarbetare i Skånes Nyheter i Malmö en del av 1908, medarbetare i Smålandsposten 1908 och 1910–1916 samt chefredaktör och utgivare av Västgöta-Bladet 1917–1946. 
Svensson var ledamot av styrelsen för Tidaholms Tryckeri AB från 1924 och verkställande direktör från 1928, sekreterare i Tidaholms moderata valmansförening 1919–1920, vice ordförande 1926–1928, ordförande 1929–1930 och från 1935, föreningens ombud i centralstyrelsen 1926–1930 och från 1935. Han innehade ett flertal kommunala uppdrag i Tidaholms stad. Han utgav smärre skrifter, prologer och tillfällighetsdikter.